# Euphyia lucidulata
Euphyia lucidulata là một loài bướm đêm trong họ Geometridae.